# František Brikcius
František Brikcius (* Praha) je český violoncellista.

## Život
Narodil se v Praze v rodině s bohatým kulturním zázemím. Jeho otcem je spisovatel Eugen Brikcius. Hře na violoncello se začal věnovat již v raném dětství. Po absolutoriu Konzervatoře v Praze, pod vedením prof. Jaroslava Kulhana, byl přijat na Hudební fakultu Janáčkovy akademie múzických umění (JAMU) v Brně do violoncellové třídy prof. Bedřicha Havlíka. Následovalo studium ve Velké Británii v mistrovské violoncellové třídě prof. Anny Shuttleworth, dále pak na Toho Gakuen v Japonsku. Absolvoval s titulem MgA. u prof. Evžena Rattaye na JAMU v roce 2003.
Aktivně se účastnil mnoha interpretačních kurzů v České republice, Rakousku, Německu, Velké Británii a Izraeli. Francouzská Akademie 1999, 2000, 2001 (prof. J.Bárta), Terezín Composers International Masterclasses 1999 (Prof. D Sella), Violoncellové mistrovské kurzy 2001 (Prof. L. Meze), Jihlava Masterclasses 2000, 2001, 2002 (Prof. D. Sella, Prof. E. Rattay), Violoncellové mezinárodní interpretační kurzy 2002 (Prof. S. Apolín), Summer Academy in Semmering 2000, 2001, 2003 (Prof. C. Onsczay, Prof. T. Kühne), Violoncellové mistrovské kurzy 2003 (Prof. L. Uynterlinde), Eton Cello Masterclasses 2002, 2004 (Prof. J. Goritzki, Prof. M. Phelps, Prof. A. Shuttleworth), Jerusalem Academy Masterclasses in Jezreel Valley 2004 (Prof. Z. Plesser, Prof. S. Magen), Terezín Composers Masterclasses in Israel 2004 (Prof. D. Sella).
Vystoupil v rámci festivalů: Lotherton Hall Young Artists Platform 2002 (UK), Festival Czech and Slovak Music in London 1999, 2000, 2002 (UK), Festival History, Music & Memory 2004 (Izrael), Festival Music in the Valley 2004 (Izrael), Violoncello 2005 in Brussel (Belgie), Židovské muzeum v Praze, Rok s židovskou kulturou - 100 let Židovského muzea v Praze 2006, Vesna v Rossiji 2006 (Moskva), LFŠ 2006, Weinberger Tour 2007, 2008, Dvořákova hudební Nelahozeves 2007, Musicale delle Nazioni 2007 (Itálie), Premières rencontres avec Paul Bazelaire 2007 (Francie), Chotěbořské jaro 2008, Boskovice 08, Baščaršijske noći 2008 (Bosna a Hercegovina), Duo Brikcius - 2 Cellos Tour.
Účastnil se violoncellových festivalů: RNCM Manchester International Cello Festival 2004, Cello Meisterkurse & Konzerte Kronberg Academy 2004.
Jde o laureáta soutěže Anglo-Czech Competition v Londýně (1999), držitele 2. ceny na mezinárodní soutěži International String Competition London (2000) v Londýně a druhého místa na mezinárodní smyčcové soutěži International String Competition (2003) v Jihlavě.
Byl oceněn titulem Stipendista Nadace Českého hudebního fondu (ČHF) za interpretaci českých skladatelů v letech 2001 a 2002.
Byl podpořen: nadací "Nadání Josefa, Marie a Zdeňky Hlávkových" (1999), Österreichisches Kulturinstitut Prag (1999), Johannes Brahms Wettbewerb (1999), Nadací Český hudební fond (ČHF), Nadací Gideona Kleina za propagaci děl Gideona Kleina (2004, 2006, 2007, 2008), Nadací Pro talent (2005), Hudební nadací OSA (2005, 2006), Nadací Charta 77 (2005), Nadací Život Umělce (2007), Summer Academy in Semmering Scholarship (2000, 2001, 2003), Socrates-Erasmus Scholarship (2001, 2002), Japanese Toho Gakuen Fellowship (2002), Kronberg Cello Academy Scholarship (2004), stipendiem Izraelské vlády (2004), Thomastik Infeld (2006, 2008), Českými Centry (2003, 2006, 2007, 2008), Židovským muzeem v Praze (2006, 2007), magistrátem Hl. m. Prahy (2006, 2007, 2008), magistrátem m. Brna (2006, 2007), Českou televizí (2006, 2007), Českým rozhlasem (2005, 2006, 2007, 2008) a Ministerstvem kultury České republiky (2008, 2009, 2010).
Věnuje se interpretaci violoncellových skladeb 17., 18., 19., 20. a 21. století. Zejména pak skladbám pro violoncello sólo. Dále se soustředí na díla českých, tzv. terezínských a současných skladatelů.
Hraje na mistrovské violoncello "George Kriwalski" zhotovené roku 1904. Je spolu se svou sestrou Annou Brikciusovou zakládajícím členem violoncellového dua "Duo Brikcius", které vystoupí v rámci "Duo Brikcius - 2 Cellos Tour" jak v České republice (Praha, Brno, Chotěboř, Lidice, Točník, Velké Březno, Veselí nad Moravou, Jičín, Telč, Boskovice, Praha - Šeberov, Klatovy, Praha - Chodov, Praha - Vysočany, Praha - Slivenec, …), tak i v zahraničí (Bosna a Hercegovina, Německo, Švédsko, Velká Británie...).
Hudební spolupráce s Talichovým komorním orchestrem, klavíristou Tomášem Víškem, skladatelkou Irenou Kosíkovou a dirigentem Janem Talichem.
Koncertní turné "Brikcius Cello Tour 2007", "Weinberger Tour" a "Duo Brikcius - 2 Cellos Tour" po České republice, Bosně a Hercegovině, Francii, Itálii, Německu, Rakousku, Rusku, Švédsku a Velké Británii.

## Dílo
- 2005 "Praha - Brno: 6 soudobých skladatelů pro violoncello sólo v interpretaci Františka Brikcia"
- 2006 "Tartiniho L'Arte dell'arco v interpretaci Františka Brikcia"
- 2006 "7 Svící"
- 2007 "Weinberger Tour"
- 2008 "Duo Brikcius - 2 Cellos Tour"
- 2009 "MAKANNA"
- 2010 "eSACHERe"
- od roku 2012 "Festival Brikcius" - cyklus koncertů komorní hudby v Domě U Kamenného zvonu (jaro & podzim)